# Уррос Мартинес, Франсиско
Франсиско Уррос Марти́нес (исп. Francisco Urroz Martínez; 14 декабря 1920, Higuerote, Миранда — 22 января 1992, Конкон, Вальпараисо) — чилийский футболист, играл на позиции защитника. Участник чемпионата мира 1950 года.

## Биография

### Клубная карьера
Уррос родился в Венесуэле, но в этой стране никогда не играл в футбол. В 1940 году он стал игроком чилийского клуба «Унион Эспаньола», за который отыграл пять сезонов и в 1943 году выиграл чемпионский титул. В 1945 году перешёл в «Коло-Коло», за который отыграл шесть сезонов и в 1947 году выиграл чемпионский титул.

### Карьера в сборной
В составе сборной Чили играл на чемпионате Южной Америки 1947 года, где был основным игроком и сыграл в 5 матчах турнира. По итогам турнира сборная Чили заняла четвёртое место.
Спустя два года на чемпионате Южной Америки 1949 года тоже был основным игроком и сыграл в 5 матчах турнира. На том турнире сборная Чили заняла итоговое 5-е место. Принимал участие на чемпионате мира 1950 года, но на поле не выходил. Всего за сборную Чили сыграл 11 матчей.

### Семья
Его дочь Сильвана была профессиональной теннисисткой. Она скончалась от рака шейки матки в августе 1996 года в возрасте 50 лет.
Её племянница и внучка Франсиско Мануэла — хоккеистка на траве. Другой его внук Франсиско — профессиональный регбист.

### Смерть
Скончался 22 января 1992 года в Конконе в возрасте 71 года.

## Достижения
«Унион Эспаньола»
- Чемпион Чили (1): 1943

«Коло-Коло»
- Чемпион Чили (1): 1947